# St Peter’s College w Oksfordzie
St Peter's College (Kolegium św. Piotra) – jedno z kolegiów wchodzących w skład University of Oxford. W swej dzisiejszej postaci kolegium powstało w 1928 roku, początkowo jedynie jako akademik, zaś rok później uzyskało status hall (quasi-kolegium podporządkowanego władzom kościelnym). W 1961 otrzymało pełne prawa kolegium oksfordzkiego. Mieści się w miejscu, które już od XIV wieku użytkowane było przez różne instytucje uniwersyteckie.
Inicjatorem powstania Kolegium był Francis Chavasse, ówczesny anglikański biskup Liverpoolu, a jednocześnie wykładowca teologii w Oksfordzie. Chciał on stworzyć na uniwersytecie miejsce otwarte również na zdolną młodzież z mniej zamożnych środowisk, która nie mogła dostać się do dotychczasowych kolegiów z uwagi na bariery finansowe. Od 2010 na czele Kolegium stoi były dziennikarz polityczny i dyrektor BBC Radio 4 Mark Damazer. Obecnie Kolegium liczy ok. 480 studentów, w tym ok. 350 słuchaczy studiów licencjackich oraz 130 magistrantów i doktorantów. 

## Znani absolwenci
- Carl Albert - polityk, były spiker Izby Reprezentantów Stanów Zjednoczonych
- Simon Beaufoy - scenarzysta i reżyser filmowy
- Hugh Dancy - aktor
- Ken Loach - reżyser
- Paul Reeves - były anglikański prymas i gubernator generalny Nowej Zelandii
- Jigyel Ugyen Wangchuck - następca tronu Bhutanu
- Mike Carey - pisarz i autor komiksów
- Mark Carney - ekonomista, Naczelnik Banku Anglii